# Белумосудил
Белумосудил (известный также как KD025 и SLX-2119) является селективным ингибитором изофермента ROCK2, который был впервые разработан компанией Surface Logix, а затем приобретён компанией Kadmon Pharmaceuticals. Белумосудил продаётся под торговой маркой REZUROCK™ и предназначен для лечения хронической реакции «трансплантат против хозяина» (цРТПХ), вульгарного псориаза (PV), идиопатического лёгочного фиброза (ИЛФ), печёночной недостаточности, диффузного кожного системного склероза.
В отличие от ингибирования ROCK1, ингибирование ROCK2 не предотвращает образование стрессовых волокон F-актина, поэтому белумосудил практически не влияет на образование стрессовых волокон.
Селективное ингибирование ROCK2 белумосудилом уменьшает фиброз за счёт подавления как передачи сигналов трансформирующего фактора роста-β, так и экспрессии профибротических генов, тем самым препятствуя образованию фокальных спаек. В соответствии со своей противовоспалительной и антифиброзной активностью белумосудил продемонстрировал эффективность в клинических исследованиях, что привело к общей частоте ответа >70% у пациентов с ХРТПХ, у которых 2–5 предшествующих линий системной терапии оказались неэффективными.